# Colobaspis lacordairei
Colobaspis lacordairei is een keversoort uit de familie halstandhaantjes (Megalopodidae). De wetenschappelijke naam van de soort werd in 1864 gepubliceerd door John Obadiah Westwood.